# Lars Nordskov Nielsen
Lars Nordskov Nielsen (født 7. maj 1924 i Stenmagle, død 4. februar 2000 i København) var en dansk professor i jura, der som Folketingets Ombudsmand fra 1971 til 1981 havde stor indflydelse på dansk forvaltningsret.
Nordskov Nielsen blev student fra Høng Studenterkursus i 1942 og blev cand.jur. i 1952 fra Københavns Universitet. Samme år blev han ansat i Justitsministeriet, hvor han fra 1958 til 1967 var tilknyttet lovafdelingen, som han i 1964 blev kontorchef for. I 1967 blev han udnævnt til leder af Direktoratet for Fængselsvæsenet, hvor han udformede grundtankerne for den moderne kriminalforsorg. Fire år senere skiftede direktoratet navn til Direktoratet for Kriminalforsorgen. Samme år forlod Lars Nordskov Nielsen stillingen for at blive Folketingets Ombudsmand. Her stod han i spidsen for håndteringen af Boneloc-sagen, og anførte i sin redegørelse, at Sundhedsstyrelsen hele fem gange blev advaret om, at den smuldrende cement, der anvendtes til kunstige hofter, var dybt problematisk. Alligevel greb ingen ind. Efter afskeden som ombudsmand blev han professor i forvaltningsret ved Københavns Universitet. Her beskæftigede han sig særligt med forvaltningsretlige principper og kontrollen med forvaltningen. I tråd med dette var han 1992-1993 formand for Djøfs fagligt etiske arbejdsgruppe og fra 1994 til 1996 formand for Det Etiske Råd.
Desuden var han medlem af Strafferådet, formand for Justitsministeriets udvalg for Kriminalforsorgen, formand for Det Kriminalpræventive Råd, medlem af det grønlandske lovudvalg og sekretær for Ministeransvarlighedskommissionnen af 1958.
Lars Nordskov Nielsen er begravet på Holmens Kirkegård.